# Nobuyuki Oishi
Nobuyuki Oishi (Hiroshima, Prefectura d'Hiroshima, 12 de setembre de 1939) és un futbolista japonès que disputà un partit amb la selecció japonesa.